# Dagmar Schipanski
Dagmar Elisabeth Schipanski z domu Eichhorn (ur. 3 września 1943 w Sättelstädt, zm. 7 września 2022 w Ilmenau) – niemiecka polityk, profesor fizyki, wykładowczyni uniwersytecka. Kandydatka CDU na stanowisko prezydenta Niemiec (1999).
Minister nauki w rządzie landowym Turyngii (1999-2004), przewodnicząca Landtagu Turyngii (2004-2009).

## Życiorys
Jej ojciec, pastor, zginął na froncie II wojny światowej, a matka była nauczycielką.
Po maturze rozpoczęła studia na kierunku fizyki stosowanej na Uniwersytecie Technicznym w Magdeburgu, następnie została asystentem naukowym na Technische Universität Ilmenau. W 1976 obroniła doktorat, w 1985 uzyskała habilitację, a w 1990 otrzymała tytuł profesora. Od 1990 do 1993 była dziekanem Wydziału Elektrotechniki Uniwersytetu Technicznego w Ilmenau, następnie prorektorem i rektorem tej uczelni (1994-1995), stając jako pierwsza kobieta w Niemczech na czele uczelni technicznej.
W maju 1999 roku zgłoszono jej kandydaturę na stanowisko prezydenta Niemiec, w pierwszej turze zdobyła 588 głosów elektorów, a jej kontrkandydat z socjaldemokratów Johannes Rau – 657. W drugiej turze zwyciężył Rau otrzymując 690 głosów, Schipanski uzyskała 572 głosy. Następnie zaangażowała się w politykę landową, zostając ministrem i przewodniczącą landowego parlamentu.
Od 2000 do 2006 roku członkini prezydium Unii Chrześcijańsko-Demokratycznej (CDU), a od 2006 do śmierci członkini zarządu federalnego partii. Rektor Studienkolleg w Berlinie (2011-2015).
Jej mężem był Tigran Schipanski, z którym miała troje dzieci. Zmarła w Ilmenau w wieku 79 lat.